# جنبش بیت

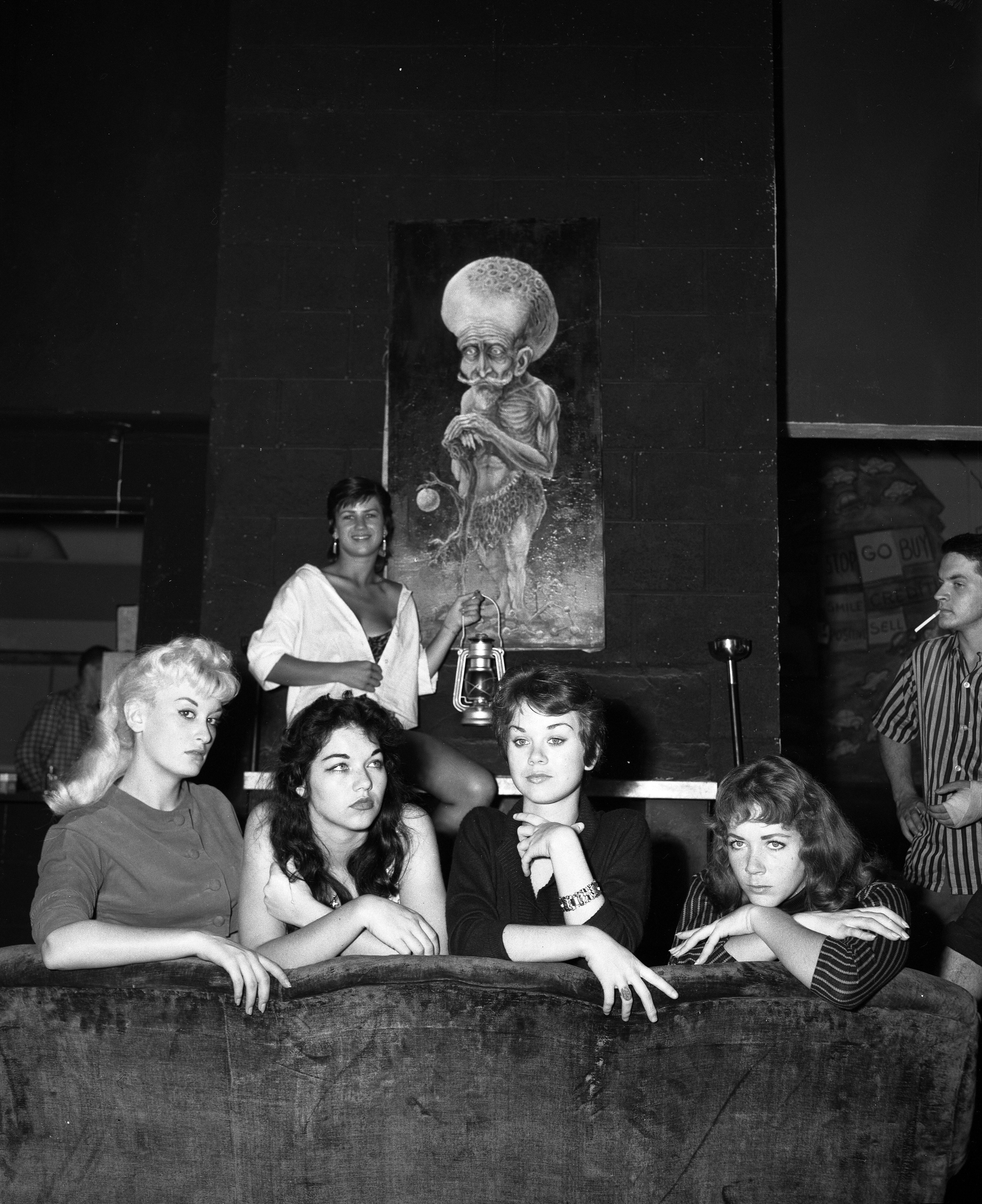
شرکت کنندگان در مسابقه زیبایی Miss Beatnik در ونیز ، کالیفرنیا در سال ۱۹۵۹.

جنبش بیت (به انگلیسی: Beatnik) به معنای سرخورده از جامعه، به آن دسته از هنرمندان آمریکایی گفته می‌شود که اواسط دهه پنجاه به سیاست رادیکالی و موسیقی «هیپ هاپ» توجه داشتند. مرکز آنها در نیویورک و سانفرانسیکو بود. در کافی شاپ‌ها و بارها جمع می‌شدند و شعرهایشان را می‌خواندند و بحث می‌کردند و با موسیقی «جاز» سیاه پوستان سرگرم می‌شدند. بسیاری از منتقدان این نظر را دارند که پیروان سانفرانسیسکویی این مکتب خدمت بیش تری به تعریف خط و مشی‌های این جریان کردند، به ویژه در زمینه‌های مرتبط با ادبیات. آن‌ها در برابر نظام‌های خشک و خشن جامعه مقاومت می‌کردند و با پوشیدن لباس‌های پاره و از مد افتاده و رفتار و گفتار غیر متعارف بیزاری خود را از جامعه نشان می‌دادند. شاعران نسل بیت تلاش می‌کردند شعر را از تصنع آکادمیک و قوانین خشک آن آزاد کنند و آن را به خیابان‌ها و بین مردم بکشانند.